# Vordere Erlinsburg
Die Vordere Erlinsburg (auch Obere Erlinsburg) ist eine Burgruine bei Niederbipp (Schweiz) und eine der vier Erlinsburgen auf der Lehnflue, einem Felsen zwischen den Kantonen Bern und Solothurn. Bei der Ruine handelt es sich um Mauerreste, verteilt über eine Fläche von 70 × 25 Meter, die über einen Wanderweg erreicht werden können. Erhalten sind ein gut sichtbares Zyklopenmauerwerk sowie diverse Mauerreste, die die Anlage umrunden.

## Geschichte
Die Anlage wurde auf dem Herrschaftshof Niederbipp erbaut und bildete das Zentrum der Herrschaft Erlinsburg. Diese umfasste die Dörfer Niederbipp, Waldkilchen, Walliswil, Wölfisberg, Wüldeu und Hofenhäusern. Der erste dokumentierte Burgvogt war Cuno von Bechburg 1292. Ältere Scherbenfunde lassen sich bereits zurück auf das 12. Jahrhundert datieren. Die Burg wechselte mehrfach den Besitzer. 1332 verpfändete Johannes von Frohburg die Anlage mit all den Besitzungen an den Grafen Rudolf von Neuenburg-Nidau. Im Jahr 1375 gelangten die Burg und die Herrschaft an Thierstein, 1379 teilweise durch Verpfändung an Kyburg und 1385 teilweise an Österreich. Später sassen Herren von Soppensee bis in das 14. Jahrhundert auf der Burg.
Im Kyburgerkrieg (Burgdorferkrieg) 1383–1384 war die Herrschaft Erlinsburg aktiv beteiligt, was zu Beschädigungen an der vorderen Erlinsburg führte. Nach dem Frieden wurden die Herstellungskosten teilweise von Freiburg getragen. Im 14. Jahrhundert ging die Herrschaft Erlinsburg schrittweise an die Eidgenossenschaft über. So übergab 1406 der Graf von Kyburg seine Rechte an Bern und Solothurn. Dasselbe passierte im Geheimen 1407 zwischen Österreich und Bern und 1411 zwischen dem Grafen von Thierstein und Solothurn. Die Verwaltung der Herrschaft erfolgte ab 1418 über das Amt Bipp. Danach wurde die Burg nicht mehr unterhalten und verfiel.
Da sowohl Bern als auch Solothurn sich als Besitzer der ehemaligen Herrschaft sahen, kam es zu Streitigkeiten. Es fanden 1460 und 1463 mehrere Friedenskonferenzen statt, bis schließlich eine Aufteilung stattfand. Bechburg ging an Solothurn, die vordere Erlinsburg (mit Niederbipp, Oberbipp und Wiedlisbach) an Bern.

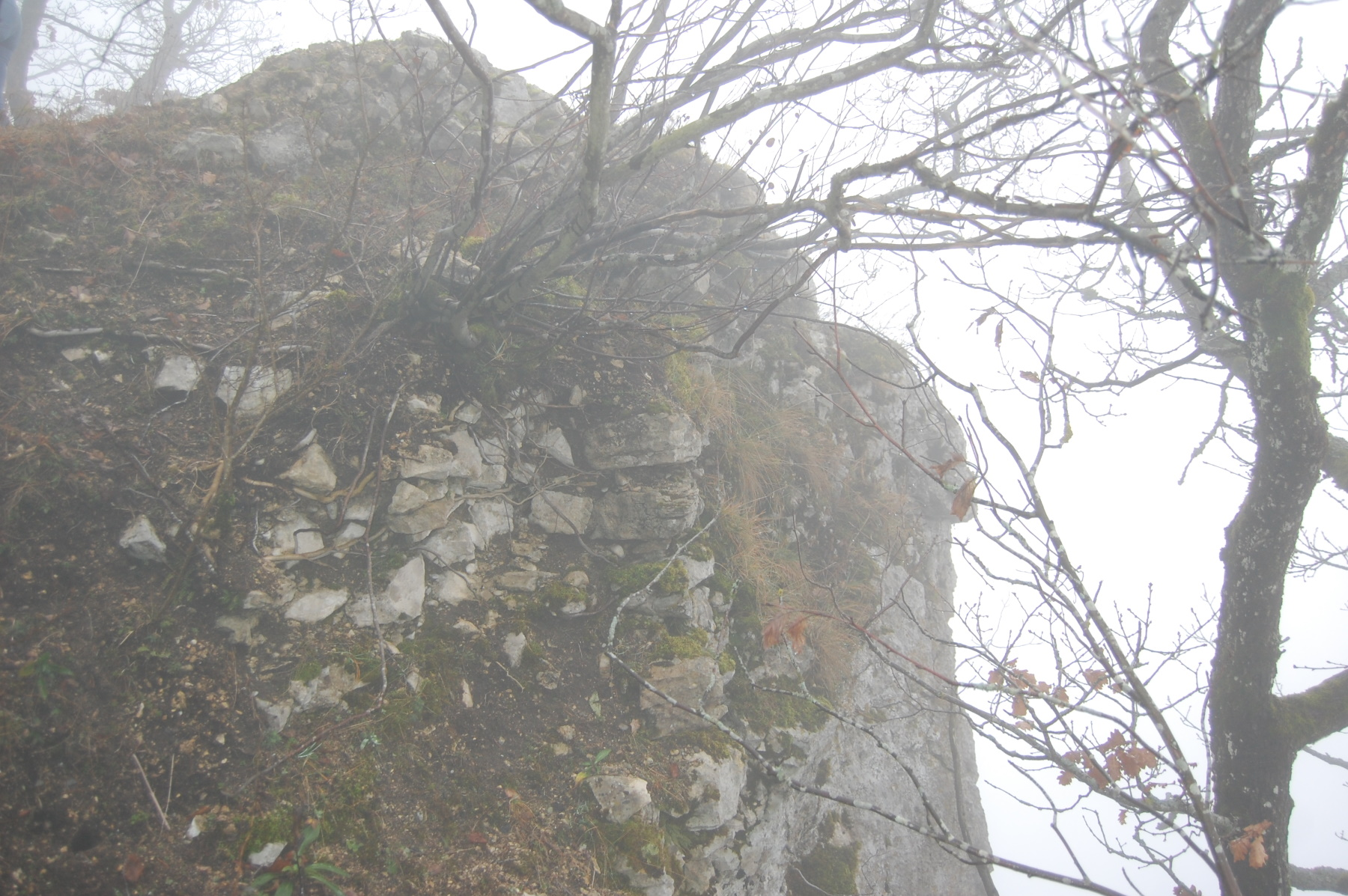
Mauerreste im Osten der Anlagen
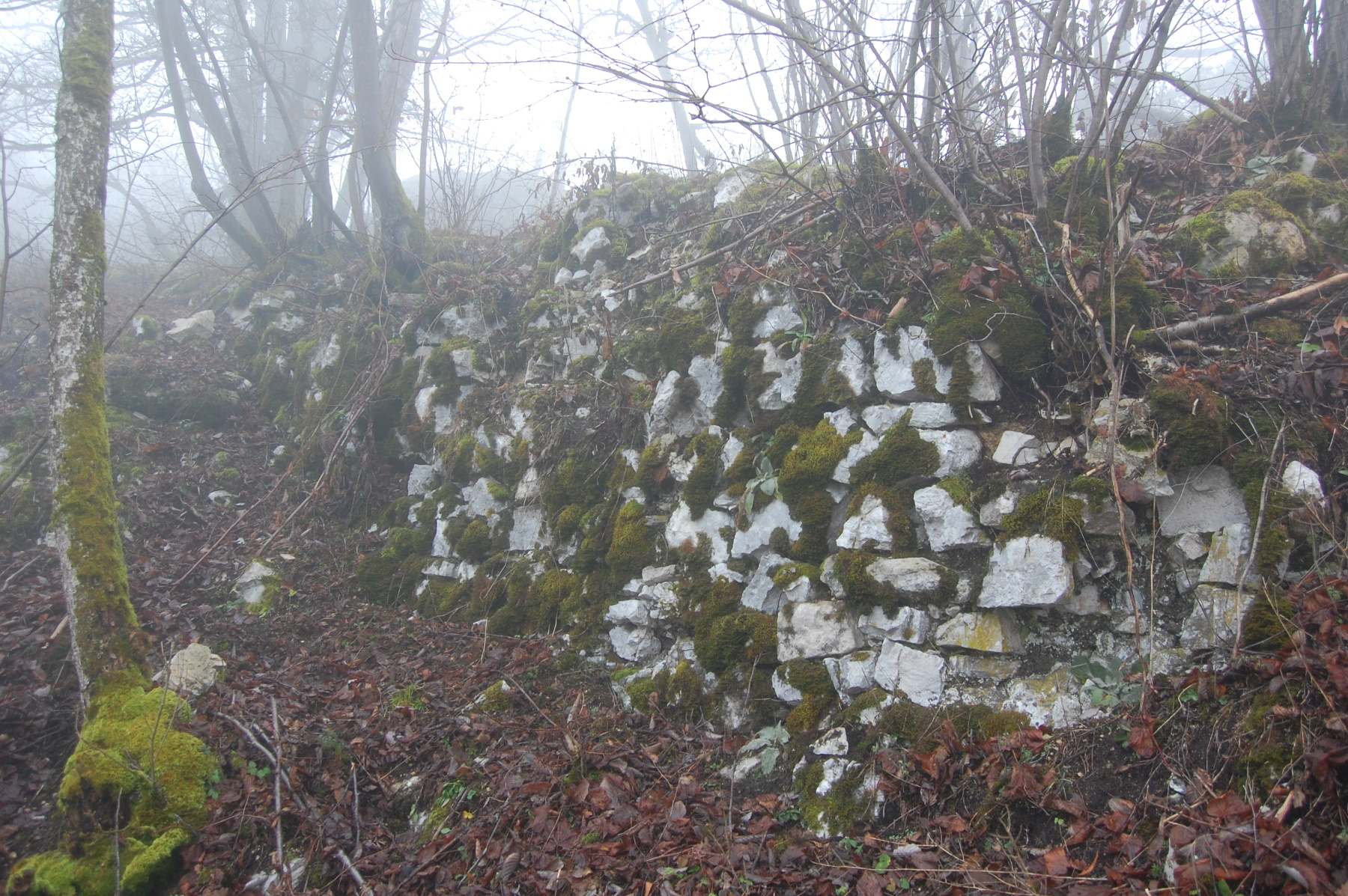
Nordöstlich gelegene Mauerreste